# 蒙哥湖
《蒙哥湖》（英語：Lake Mungo）是一部2008年的澳大利亚心理恐怖电影，由乔尔·安德森编剧并执导。该片以偽紀錄片形式呈现，融合了尋獲佚失和纪录剧情片式虚构的元素，是安德森的唯一一部电影。影片讲述了一家人在女儿爱丽丝（塔莉亚·祖克 Talia Zucker 饰）溺水身亡后，努力走出悲痛，并经历一系列疑似超自然事件的故事。
《蒙哥湖》于2008年6月18日在悉尼电影节首映，2009年3月在美国西南偏南电影节上放映。影片获得了影评人的一致好评，上映后培养了一批邪典追随者，被IndieWire评为“15部最佳尋獲佚失影片”，被《綜藝》评为最恐怖的尋獲佚失影片。

## 剧情
16岁的爱丽丝·帕尔默在阿拉拉特的一个水坝与家人游泳时失踪。尸体最终从湖中打捞上来时，父亲罗素确认了她的身份。葬礼十天后，爱丽丝的家人开始在家中听到奇怪的声响，哥哥马修发现自己身上出现多处无法解释的瘀伤。马修随后在家中安装了摄像机，拍摄到了看似是爱丽丝的影像。在湖附近捕捉到的其他图像中，也出现了似乎是爱丽丝的身影。
父母以为爱丽丝可能还活着，并且罗素可能认错了尸体，于是要求将她的尸体挖出来进行DNA检测，结果明确证实了她的身份。母亲琼咨询了自称灵媒的雷·克梅尼，以了解这些明显的闹鬼事件。雷与帕尔默一家举行了一场降神会，但无法解释这些目击事件。几个月后，马修承认自己伪造了爱丽丝的鬼魂照片和影片，因为他想让家人有理由挖出爱丽丝的尸体，让琼得到了结，因为她后悔在葬礼前拒绝看爱丽丝的遗体。
后来一段在帕尔默一家不在家时自动拍摄的家庭录像中，出现了一个看似是爱丽丝的影像。录像还拍到爱丽丝的卧室被邻居布雷特·图伊搜查。爱丽丝曾为布雷特做过保姆。搜查卧室后，琼发现了一盘隐藏的录像带，显示爱丽丝与布雷特和他的妻子玛丽莎三人性行为。然而，此时邻居已经卖掉了房子，带着孩子们消失了，以避免被起诉。
雷承认爱丽丝在死前几个月曾与他见面，告诉他她反复梦到自己溺水、死亡，以及母亲无法看到或帮助她。她也在私人日记中记录了这些。爱丽丝的男友杰森·惠特尔给她的家人看了一段去蒙哥湖學校旅行的手机录像，期间爱丽丝丢了手机。录像显示爱丽丝在一棵树下埋了什么东西。帕尔默一家前往蒙哥湖，找到了那棵树，挖出了爱丽丝的手机。手机上的录像显示爱丽丝沿着湖岸行走，遇到一个尸体般的自己，面部肿胀变形，看起来与她后来在湖中被发现时的尸体一模一样。
帕尔默一家开始相信爱丽丝想让他们知道她真正的身份以及她所看到的一切。随后他们搬出了家，确信闹鬼事件已经结束，爱丽丝的灵魂已经安息。他们在家中最后时刻的一张照片中，一个年轻女子的模糊身影出现在窗户上，而马修承认伪造的照片似乎真实地显示了爱丽丝出现在背景中的其他地方。

## 演员
- 塔莉亚·祖克（英语：Talia Zucker） 饰 爱丽丝·帕尔默
- 大卫·普莱杰（英语：David Pledger） 饰 罗素·帕尔默
- 罗西·特雷纳 饰 琼·帕尔默
- 马丁·夏普 饰 马修·帕尔默
- 史蒂夫·乔德雷尔（英语：Steve Jodrell） 饰 雷·克梅尼
- 塔尼亚·伦蒂尼 饰 乔治亚·里特
- 卡梅隆·斯特拉坎 饰 雷斯·里特
- 朱迪思·罗伯茨 饰 艾瑞斯·朗
- 罗宾·卡明 饰 加勒特·朗
- 马库斯·科斯特洛 饰 杰森·惠特尔
- 克洛伊·阿姆斯特朗 饰 金·惠特尔
- 卡罗尔·帕图洛 饰 桑迪·德鲁因
- 塔玛拉·唐纳兰 饰 玛丽莎·图伊
- 斯科特·特里尔 饰 布雷特·图伊
- 乔尔·安德森 饰 采访者（未署名）

## 制作
乔尔·安德森于2005年撰写了剧本的主体部分，当时他正为另一个预算更高昂的剧本寻求资金而举步维艰。在与后来成为《蒙哥湖》合作者的讨论后，他决定撰写一个虚构的纪录片风格故事，以便能够以低成本拍摄。当被问及创作剧本的主要灵感时，他否定了将其定位为超自然电影的观点，并表示他认为这是一部“旨在探索喪慟”的电影。他还提到自己好奇“技术如何被用来记录人们的生活并追溯记忆，以及技术如何介导我们许多的体验”。初期资金透过私人投资者获得，之后制作团队又向澳大利亚政府的电影资助机构澳大利亚银幕（Screen Australia）申请了剩余的预算。
在选角过程中，为了保持真实的纪录片感，剧组寻找了低知名度的演员。影片的拍摄周期约为五周，同时使用了底片和视频格式。剧本只有故事大纲，没有具体的对白，因此演员们需要即兴表演。安德森在影片的采访场景中也担任了画外采访者，不过他选择不署名。

## 发行
《蒙哥湖》于2008年6月18日在悉尼电影节首映。2009年3月，该片在德克萨斯州奧斯汀的西南偏南电影节上放映。3月13日，影片在沃加沃加的巡回电影节上展出。3月17日，影片在英国的伦敦澳大利亚电影节上放映。2010年1月21日，该片在美国的暗夜恐怖电影节（After Dark Horrorfest）上放映，由狮门和暗夜电影公司（After Dark Films）发行。

## 反响
根据評論匯總网站爛番茄汇总的22篇评论文章，95%的评论家给予该作正面评价，平均打分为7.6分（满分10分）该片在2010年恐惧计奖（Fright Meter Awards）中获得“最佳恐怖电影”提名。
《蒙哥湖》被IndieWire评为“15部最佳尋獲佚失影片”，被Vulture评为“25部最佳尋獲佚失恐怖影片”，被Screen Rant评为“20部最佳尋獲佚失恐怖影片”，被Collider评为“15部最佳国际尋獲佚失影片”，被YardBarker评为“20部最佳尋獲佚失恐怖影片”，被/Film评为“25部最恐怖的尋獲佚失恐怖影片”，以及被Paste评为“35部最佳尋獲佚失恐怖影片”。
《綜藝》杂志的拉塞尔·爱德华兹称其为一部“雄心勃勃、克制且制作精良的伪纪录片”，赞扬其配乐，但批评其灯光昏暗和缺乏剧本对白。《城市电影文件》的安德鲁·L·厄班写道：“这部制作精良、执行出色的电影在最小的细节上也做到了尽善尽美，将我们带入想象中的场景。”Quickflix的西蒙·米劳多称其为“对一个家庭在失去亲人后心中留下的空洞的悲伤、梦幻般的审视”，给予5/5星的评价。特别广播服务公司的西蒙·福斯特宣称其为“这个国家多年来最令人印象深刻的处女作之一”，进一步评论道“这位年轻的导演创作了一部澳大利亚电影界从未有过的令人神经紧张的影片”。
《荷里活報道》的梅根·雷曼指出影片“引人入胜的缓慢铺垫”、“超现实的氛围”以及“克制的配乐，在原始层面上发挥作用，并紧密贴近现实”。她还赞扬了影片将超自然元素与家庭和失去等实质性主题的融合，总结道：“这部雄心勃勃的关于死亡及其余波的探索将吸引更多有鉴赏力的类型片影迷。”相反，Bloody Disgusting发表的一篇评论总结道：“《蒙哥湖》的最终问题在于，电影制作人在一部影片中塞入了太多好点子，却没有足够的时间讲述所有的故事。”
2020年，Dread Central的迈克·斯普拉格将该片列入他在COVID-19疫情封锁期间在亚马逊Prime上观看的10部被低估的恐怖电影名单。同年晚些时候，Bloody Disgusting的米根·纳瓦罗推翻了该刊物最初的负面评价，写道：“影片中的惊吓是微妙的，常常潜伏在背景中，只有最细心的观察者才能注意到……（它是一部）独特的恐怖电影，一个缓慢燃烧的谜团，充满了曲折，以及一个令人不安的世纪级惊吓。”电影制作人麥可·弗拉納根在Letterboxd上的影评中称赞该片“非凡、恐怖，最终令人心碎。这部电影会让你久久不能忘怀，你越是思考它孤独、悲剧性的含义，它就越会困扰你。”
《蒙哥湖》上映后，安德森一直保持着极低的姿态；他没有再编剧或执导任何电影，自2009年以来也没有接受过任何采访，也没有已知的社群媒體页面。他的神秘莫测使得《蒙哥湖》作为一部邪典电影更具神秘色彩，他曾暗示这可能是他意图的一部分：“我想我们当时在想，如果能拍一部有点奇特的电影就好了，如果多年后你看到它，你不会知道它来自哪里。你会想——它是真实的吗？它不是真实的吗？”他最终于2023年以执行制片人和剧本编辑的身份重返电影界，参与了超自然恐怖电影《與惡魔共度深夜》的制作。

### 榜单
- 爛番茄：《100部最佳尋獲佚失影片》[35]
- IndieWire：《15部最佳尋獲佚失影片》[36]
- 綜藝：《10部恐怖尋獲佚失影片（及5部本应失传的）》[37]
- 娱乐周刊：《有史以来25部最佳尋獲佚失影片，排名》[38]
- 英國電影協會：《10部优秀尋獲佚失影片》[39]
- Vulture：《25部最佳尋獲佚失恐怖影片》[40]
- Screen Rant：《20部最佳尋獲佚失恐怖影片》[41]
- Collider：《15部最佳国际尋獲佚失影片》[42]
- /Film：《25部最恐怖的尋獲佚失恐怖影片》[43]
- Paste：《35部最佳尋獲佚失恐怖影片》[44]
- Fangoria：《〈厄夜叢林〉之后15部最恐怖的尋獲佚失影片》[45]
- YardBarker：《20部最佳尋獲佚失恐怖影片》[46]
- We Got This Covered：《10部完美适合模擬恐怖爱好者的恐怖电影》[47]
- 柯夢波丹：《23部让你真正感到恐惧的尋獲佚失恐怖影片（是真的吗？）》[48]
- Creepy Catalog：《50多部尋獲佚失恐怖影片：权威列表》[49]